# Ulse Kirke
Ulse Kirke ligger i den lille landsby Ulse ca. 8 km NV for Faxe (Region Sjælland).

## Eksterne kilder og henvisninger
- Ulse Kirke på KortTilKirken.dk
- Ulse Kirke i bogværket Danmarks Kirker (udg. af Nationalmuseet)

- Wikimedia Commons har flere filer relateret til Ulse Kirke